# Pritchardia munroi
Pritchardia munroi es una especie de palmera. Es endémica de Hawaii en el Estados Unidos. Se encuentra en los bosques secos del este (sotavento) de la isla de Molokai. Sólo dos individuos existen en la naturaleza, y ambos están a una altura de 610 m.

## Descripción
Es una palmera que alcanza un tamaño de 5 m de alto; con los márgenes proximales del pecíolo moderadamente fibrosos; limbo fuertemente ondulado, dividido a la mitad,  segmentos caídos; inflorescencias compuestas de 1-5 panículas, más cortas que los pecíolos en flor y fruto, panículas ramificadas de 2 órdenes, raquilas permanentemente vestidas de pelos gruesos, uniformes, de color marrón grisáceo, las frutas de 22 x 20 mm, globosas.

## Taxonomía
Pritchardia munroi fue descrita por  Joseph Rock y publicado en Memoirs of the Bernice Pauahi Bishop Museum.... 8: 62. 1921.
Etimología
Ver: Pritchardia
munroi: epíteto que se refiere a James Monro, el gerente del rancho de Molokai en el momento de su descubrimiento (1920).